# پورت آرتور، تاسمانی
پورت آرتور (به انگلیسی: Port Arthur) یک روستا در استرالیا است که در تاسمانی واقع شده‌است.